# BMW Hydrogen 7

BMW 7 hydrogen je vozilo na vodik proizvedeno v omejeni seriji v nemški tovarni avtomobilov BMW. Vozilo je osnovano na bencinsko gnani seriji 7, bolj natančno 760Li. Uporablja enak 6-litrski V-12 motor kot 760i in 760Li; vendar predelan tako, da omogoča uporabo vodika kot tudi bencina, kar pomeni da je bivalenten motor. Vozila na vodik, ki jih trenutno proizvajajo v tovarnah Honda, General Motors in Daimler AG, uporabljajo tehnologijo gorivnih celic da proizvajajo električno energijo ki poganja vozilo. BMW Hydrogen 7 pa vodik uporablja za gorivo pri motorju z notranjim zgorevanjem.

## Proizvodnja
BMW trdi da je Hydrogen 7 »prvo vozilo na svetu, ki je gnano na vodik in pripravljeno na široko proizvodnjo«, čeprav je bil Hydrogen 7 izdelan samo za visoko profilne stranke. Skupaj je bilo proizvedenih samo 100 vozil z namenom testiranja tehnologije, zato nadaljnja proizvodnja ni načrtovana. Pri BMW-ju pravijo, da so izbrali javne osebnosti kot so politiki, medijske osebnosti, poslovneži in znana imena iz zabavne industrije, kot na primer dobitnik akademske nagrade, režiser Florian Henckel von Donnersmarsk in predsednik uprave Sixt AG, Erich Sixt, ker naj bi bila idealna ambasadorja promocijo vodika kot gorivo in lahko pomagata osveščati ljudi po potrebi takšnih tehnologij.
Vendar pa obstaja dvom ali bo to vozilo sploh kdaj doseglo masovno proizvodnjo, kljub tem da bi tehnologija vodika dosegla točko ekonomske in okoljevarstvene dosegljivosti ter bi se vzpostavila potrebna infrastruktura, ki jo vozila na vodik zahtevajo. Hydrogen 7 porabi več goriva kot večina tovornih vozil, saj porabi 13,9 L/100 km bencinskega goriva ali 50 L/100 km vodika. Razlog za razliko v porabi goriva pripisujemo različni kalorijski vrednosti goriv, ki je pri bencinskem gorivu 34.6 MJ/L ter komaj 10.1 MJ/L pri tekočem vodiku. Uporaba vodika pri motorju z notranjim zgorevanjem je veliko manj učinkovita kot tehnologija gorivnih celic; kakorkoli, to je sistem ki je trenutno v proizvodnji.
Kljub vsemu vodik kot gorivo (pretvorjen v energijo v gorivnih celicah ali kot gorivo za motor z notranjih zgorevanjem) ni tako okolju prijazen kot se zdi; še posebej takrat, ko pomislimo da proizvodnja tekočega vodika zahteva ogromne količine energije. (Razen, če energijo za proizvodnjo uporabimo iz obnovljivih virov, kot sta veterna in sončna energija ter za metodo porizvodnje uporabimo kasnejšo elektrolizo). Vozilo bo tudi dražje od svoje sestre,(čeprav cena Hydrogen 7 ni znana) 760Li, ki je BMWjeva največja in najdražja limuzina z osnovno ceno več kot 100,000€. Do novembra 2006 je na celem svetu bilo samo 5 polnilnih postaj, ki podpirajo BMW-jevo tehnologijo polnjena, kar je še dodatno omejilo uporabnost vozila.

## Uporaba vodikove tehnologije
Bmw Hydrogen 7 uporablja vodik drugače, kot vozila na ostala goriva. Ko je vozilo v  pogonu na vodik, vbrizgne vodik direktno v zračni razdelilnik,  nato pa v motorju izgori, namesto  da bi vodikovo  energijo pretvorili v elektriko, da bi  upravljali električni motor kot pomnilno celico. BMW pravi da tako izkoristek vodika večji.  V avtu je možen neopazen preklop med vodikom in bencinom, ob pritisku na gumb na volanu, ter se tudi avtomatsko preklopi ko enega od goriv zmanjka.

Vodik je shranjen v velik, skoraj 45-galonski (170 litrov),   dvoslojen izoliran rezervoar, v katerem je v tekočem stanju namesto kot stisnjen plin. Pri BMW pravijo, da ima v tekoči obliki do 75% več energije na prostornino kot v plinastem stanju pri 700 barih.   Izolacija vodikovega rezervoarja, pod vakuumom, tako da toplota minimalno vpliva na vodik in je domnevno enakovredna 55 čevljev (17 m) debelemu zidu iz poliestra Styrofoam. 
Da vodik ostane v tekoči obliki, mora biti močno hlajen in se ga mora ohranjati pri kriogenih temperaturah pri -253 °C (-423,4°F).  Ko Hydrogen 7 ne uporablja bencina, se vodikov rezervoar prične segrevati in vodik prične hlapeti. Po 10-12 dnevih neuporabe  bo rezervoar popolnoma prazen.

## Tehnični podatki
Avto poganja 6,0-litrski V12 motor, ki deluje na bencin in vodik. Ocenjen je na 191 kW moči (260 PS; 256 KM) in 390 Nm (290 lb.ft) navora ob uporabi enega ali drugega goriva.  Avto pospeši od 0 do 100 km/h (62 mph) v 9,5 sekunde. Vodikov rezervoar je velik za približno 8 kg (18lb) vodika, dovolj da prevozimo 201 km (125 milj). Bencinski rezervoar ima prostornino 19,5 galone kar zadostuje za 300 milj (480 km). Ob uporabi obeh goriv lahko skupaj prevozimo 400 milj (640 km) s potovalno hitrostjo. Hydrogen 7 ima izmerjeno porabo približno 5,6 mpg-imp (50 l/100 km; 4,7 mpg-US) vodika  (za primerjavo podatki Honde FCX Clarity: 81 mpg-imp (3,5 L/100 km; 67 mpg-US) in 16,9 mpg-imp (16,7 L/100 km; 14,1 mpg-US) bencina. Vozilo Hydrogen 7 je težko 2.300 kg (5.100 pounds). Za 250 kg (550 pounds) je težji od modela 760 Li. 